# Michael Fras
Michael Fras, auch Pater Aurelius a San Daniele (* 1. September 1728 in Shavers, Thüringen; † 1. März 1782 in Wien) war ein deutscher Augustiner-Barfüßer-Pater (OESA) und Konstrukteur astronomischer Uhren.

## Leben
Fras war zunächst als Lehrer der mathematischen Wissenschaften tätig und wurde später Gefangenenseelsorger. Wie andere Ordensgeistliche – in Fachkreisen allgemein „Priestermechaniker“ genannt – baute auch Fras als Augustiner-Barfüßer Aurelius im Wiener Hofkloster kunstvolle Dielenuhren, darunter im Jahr 1770 eine astronomische Uhr, die in kaiserlichen Besitz überging. Er hatte im Uhren- und Instrumentenbau einen herausragenden Ruf und wird in der Literatur gleichwertig neben David Ruetschmann, Philipp Matthäus Hahn und Alexius Johann genannt.

## Veröffentlichungen
- Gründliche Erklärung eines astronomischen und systematischen Uhrwerks, welches P. Aurelius a. S. D., Augustiner-Baarfüßer im Wiener Hofkloster, dermaliger Lehrer der mathematischen Wissenschaften, erfunden und eigenhändig verfertiget hat im Jahre 1770, Wien 1771